# Fissidens microcarpus
Fissidens microcarpus är en bladmossart som beskrevs av Mitten 1863. Fissidens microcarpus ingår i släktet fickmossor, och familjen Fissidentaceae. Inga underarter finns listade i Catalogue of Life.